# 善耕365基金會
財團法人嘉義市私立善耕365社會福利慈善事業基金會（英語：Harvest365 Foundation），簡稱善耕365基金會，成立於2001年10月26日，從事各類公益活動。
並設置一個非營利組織公益網路平台「善耕365公益媒合平台」。除了協助公益組織、機構發佈志工活動需求外，也積極協尋志願服務者參與社會公益活動。現階段「善耕365公益媒合平台」以"拉起每個孩子"為主軸，正進行弱勢教育提升的各種項目。
財團法人嘉義市私立善耕365社會福利慈善事業基金會除了公益活動外，亦積極輔導國民中學、高級中等學校與大專院校學生參與志工活動，也發行校園雜誌「Koobii 高校誌」。

## 外部連結
- 善耕365公益媒合平台（页面存档备份，存于）
- 善耕365公益媒合平台的Facebook專頁
- 善耕Girls的Facebook專頁
- YouTube上的善耕365公益媒合平台頻道
- FB社團 groups/harvest365/ 善耕365愛心地圖的Facebook專頁